# Liste der Ortsteile von Erfurt

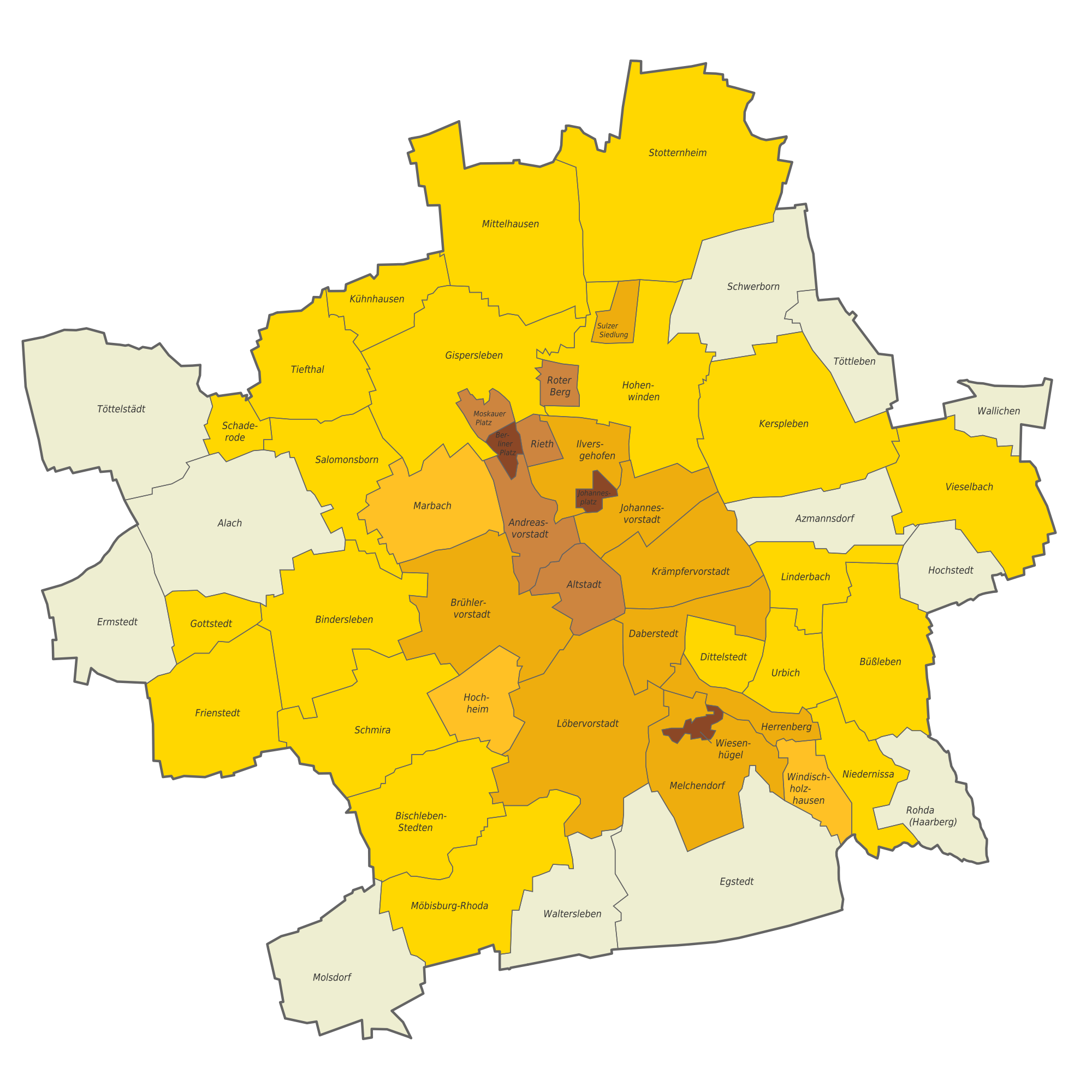
Die Bevölkerungsdichte der Erfurter Ortsteile
< 100 Einwohner je km^{2}
100 – < 500 Einwohner je km^{2}
500 – < 1.000 Einwohner je km^{2}
1.000 – < 5.000 Einwohner je km^{2}
5.000 – < 10.000 Einwohner je km^{2}
> 10.000 Einwohner je km^{2}

Die Liste der Ortsteile von Erfurt gibt einen Überblick über die 53 Ortsteile der Stadt Erfurt.
Die Aufteilung der Stadt Erfurt in 53 Ortsteile ergibt sich aus § 2 der Hauptsatzung der Stadt, wobei sich diese Einteilung in der Regel an geografischen und historischen Gegebenheiten orientiert. 44 Ortsteile besitzen eine Ortsteilverfassung nach § 45 Abs. 1 ThürKO, wobei davon jeweils dreimal zwei benachbarte Ortsteile eine gemeinsame Ortsteilverfassung eingeführt haben. In solchen sogenannten Ortsteilen mit Ortsteilverfassung werden Ortsteilbürgermeister und Ortsteilräte gewählt.

## Entwicklung

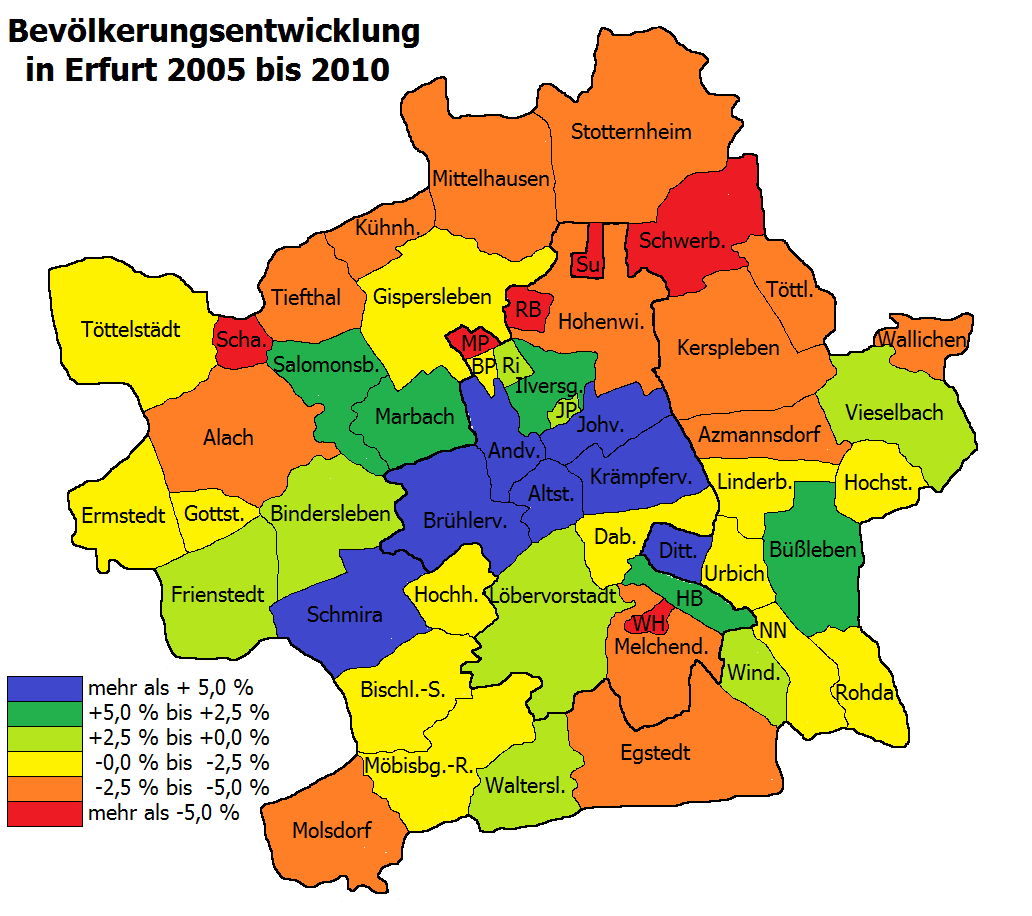
Zwischen 2005 und 2010 fand kaum noch Suburbanisierung statt, stattdessen wuchs die Bevölkerung im Zentrum wieder stark an

Die Altstadt umfasst das Gebiet innerhalb der ehemaligen Festungsmauern aus dem 14. Jahrhundert. Nachdem der Festungsstatus 1873 durch die preußische Regierung aufgehoben wurde, wurden die Mauern geschleift und die Vorstädte konnten sich entwickeln. Sie bildeten im Wesentlichen bis in die 1950er-Jahre den Schwerpunkt des Stadtwachstums. So bestehen die zentrumsnahen Teile der Vorstädte meist aus Bauten der Zeit vor dem Ersten Weltkrieg und die äußeren Teile aus Bauten der Zwischenkriegs- und frühen Nachkriegszeit. 1911 wurde Ilversgehofen eingemeindet; 1938 folgte Melchendorf. Dies sind die einzigen beiden Dörfer, die von der Ausdehnung der Stadt „überwachsen“ wurden. Der staatlich gelenkte Wohnungsbau der DDR forcierte eine Ausdehnung der Stadt nach Südosten einerseits und nach Norden andererseits. So entstanden dort auch die beiden großen Plattenbau-Komplexe Erfurts, Erfurt-Nord und Erfurt-Südost. Im Stadtgebiet sind der überwiegende Teil der Gebäude Mietshäuser, während es nur sehr wenige Schwerpunkte des Eigenheimbaus gibt. Neue Eigenheime entstanden vor allem ab 1990 in den Dörfern des Erfurter Stadtgebiets (Suburbanisierung). Erste Wohngebiete mit Eigenheimen entstanden etwa ab 1870 in Form der Villenviertel im Südwesten Erfurts (Löbervorstadt, Brühlervorstadt) bedingt durch die vorteilige topografische Lage am Hang des Steigerwalds bzw. des Geratals. Dort setzte sich der Eigenheimbau auch bis in die jüngste Zeit fort. Ab den 1920er-Jahren kam ein zweiter Schwerpunkt des Eigenheimbaus hinzu: die Siedlungen in Erfurt, in denen verarmte Menschen in Eigenleistung kleine Siedlungshäuser mit Gärten zur Selbstversorgung bauten. Diese Siedlungen finden sich verstreut in allen Stadtteilen. Zu DDR-Zeiten entstanden der nach der Wende erweiterte Ringelberg im Osten sowie Teile Melchendorfs im Südosten als Einfamilienhaussiedlungen. Insgesamt bleibt der Anteil an Eigenheimen im Stadtgebiet allerdings gering.
Nach der Wiedervereinigung 1990 veränderte sich die Siedlungsstruktur der Stadt. In den frühen 1990er-Jahren setzte eine starke Suburbanisierung ein, die dazu führte, dass nahezu alle Nachbarorte Erfurts ein starkes Bevölkerungswachstum verzeichneten. Dieser Trend ebbt langsam wieder ab. 1994 wurden viele dieser Nachbarorte in die Stadt eingemeindet, um die Stadt zu stärken, aber auch um Verwaltungsausgaben einzusparen. Einige Orte sind bereits sehr nah an die eigentliche Stadt Erfurt herangewachsen, so Gispersleben im Norden, Marbach im Nordwesten, Bindersleben und Schmira im Westen, Hochheim im Südwesten und Windischholzhausen im Südosten.

## Erfurter Ortsteile

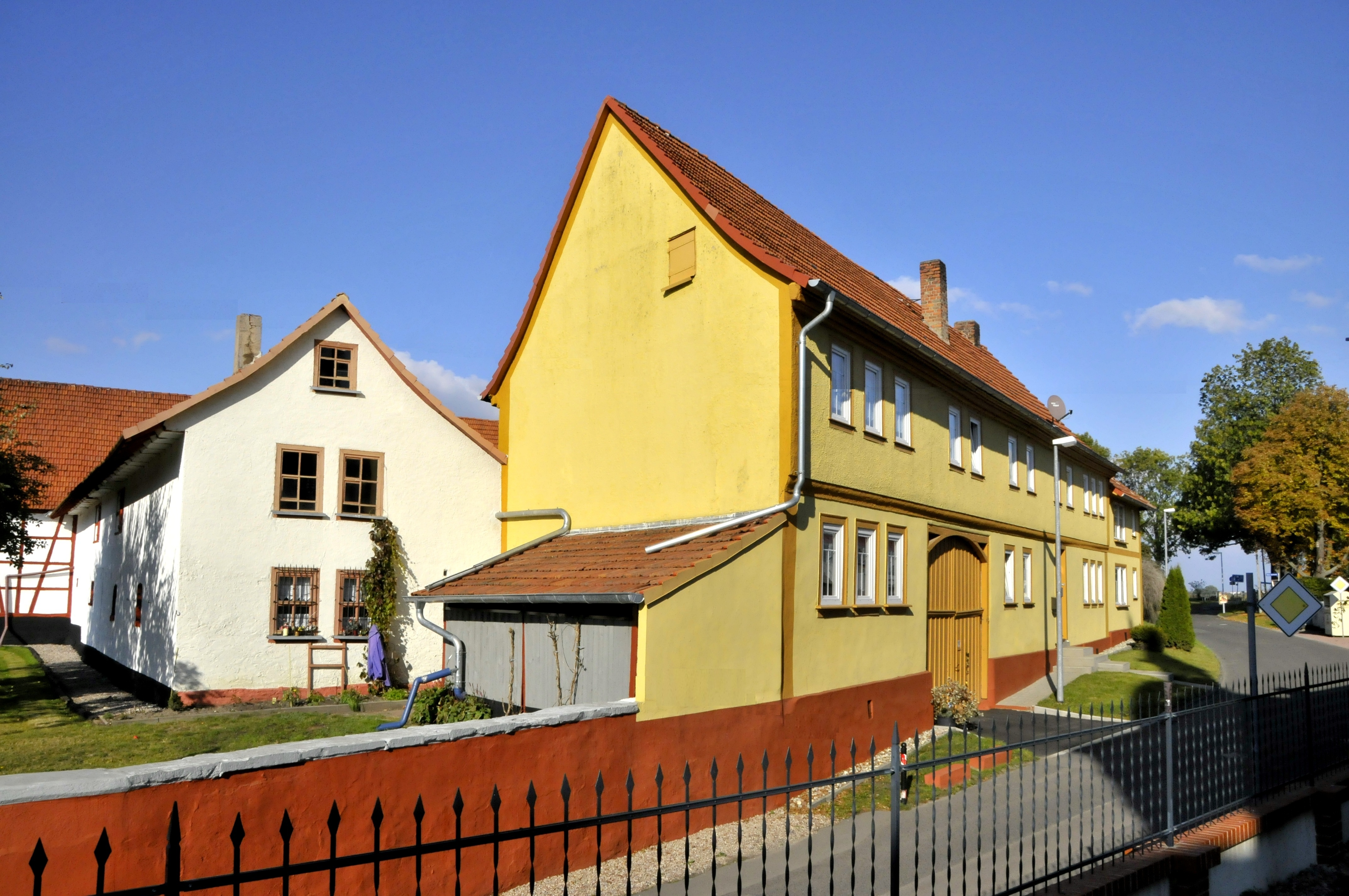
Dörfliche Struktur in Gottstedt

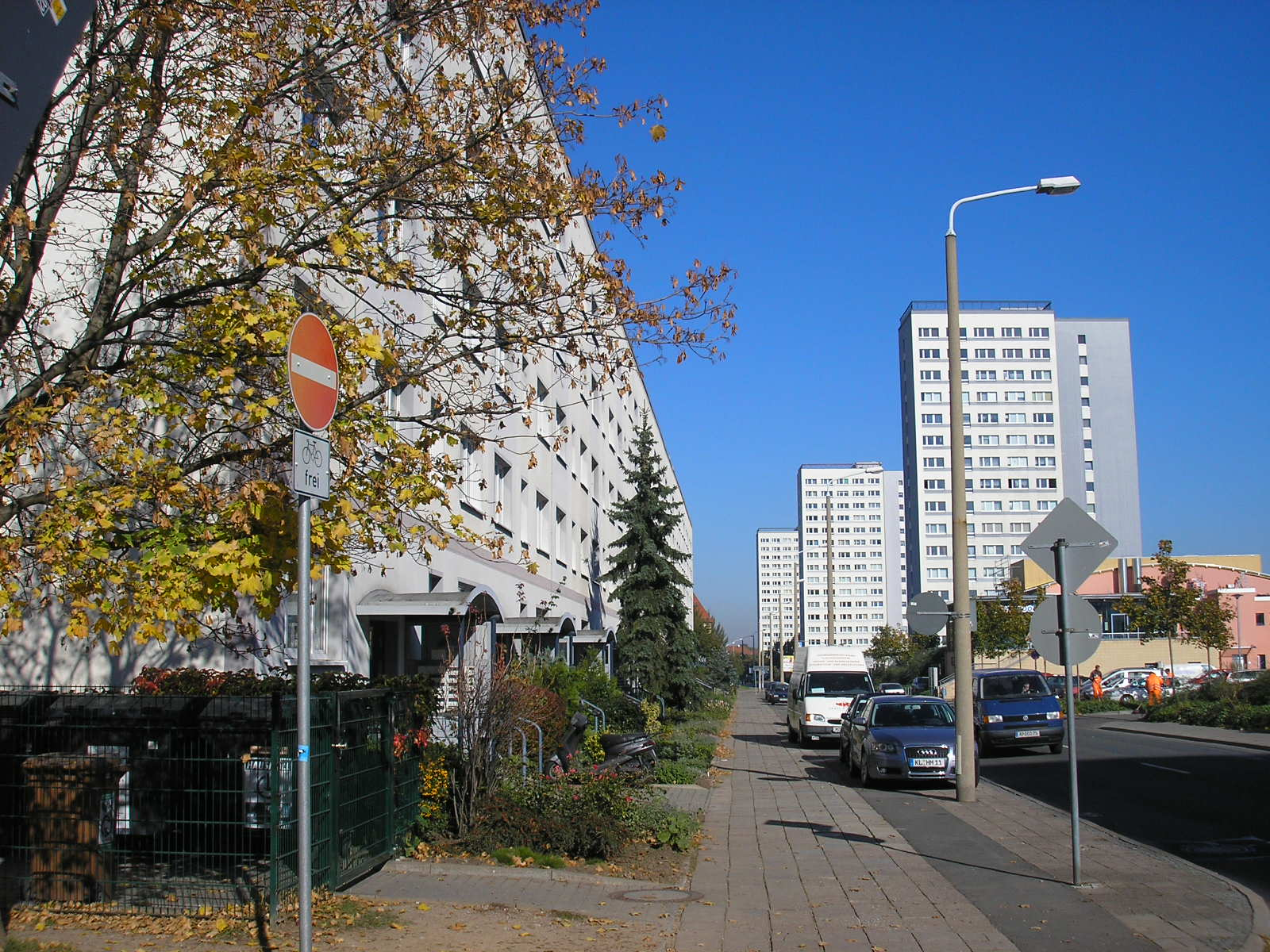
Plattenbauten im Johannesplatz

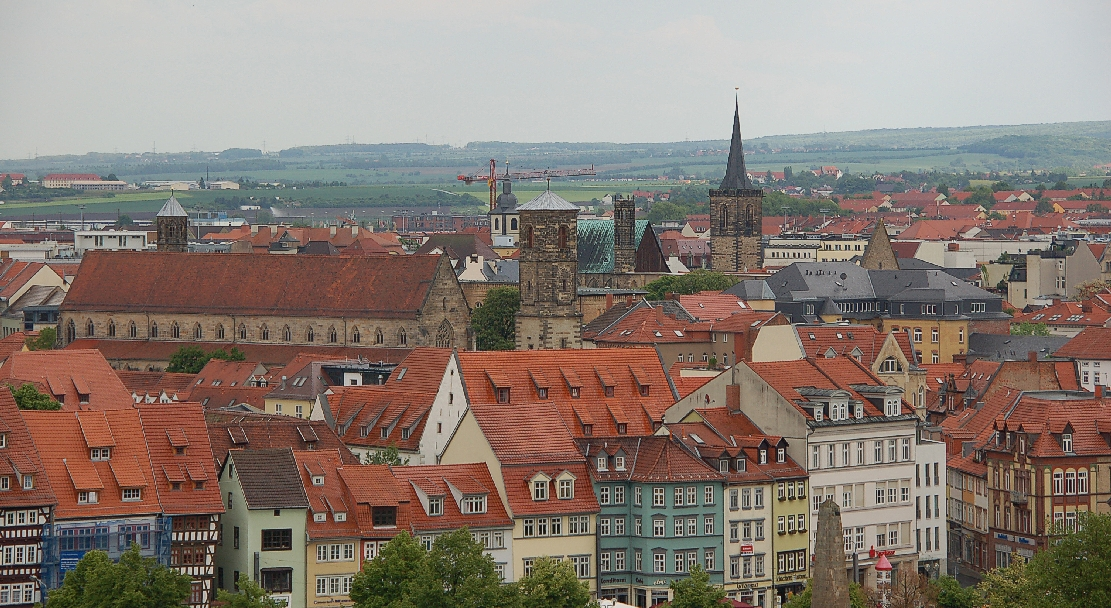
Städtische Struktur in der Altstadt

### Tabellenbeschriftung
- Ortsteil: Offizieller Name des Ortsteiles
- Lage im Stadtgebiet: Farbliche Hervorhebung der Lage des Ortsteiles innerhalb des Stadtgebiets
- Einwohner: Nennt die Zahl der Einwohner mit Hauptwohnsitz im jeweiligen Ortsteil mit Stand vom 31. Dezember 2012[5]
- Fläche: Fläche des jeweiligen Ortsteils in Quadratkilometer (km²)
- Bevölkerungsdichte: Bevölkerungsdichte in Einwohner je Quadratkilometer
- Siedlungsstruktur: Unterscheidung der einzelnen Ortsteile nach ihren jeweiligen baulichen und gebietstypischen Merkmalen gemäß den kommunalstatistischen Veröffentlichungen in:[6]
  - städtisch: Ortsteile, die eine hoch verdichtete, urbane Bebauungsstruktur aufweisen, im Kern zurückgehend auf Bebauung mit Mietshäusern im 19. und der ersten Hälfte des 20. Jahrhunderts
  - Plattenbau: Ortsteile, die als geschlossene Plattenbau-Großsiedlungen zwischen 1965 und 1990 entstanden
  - dörflich: Ortsteile mit vorrangig dörflichen bzw. suburbanen Siedlungsmerkmalen, was auf nahezu alle eingemeindeten Ortschaften zutrifft
- Eingemeindung: Jahr der Eingemeindung in die Stadt Erfurt, sofern der Ortsteil nicht schon immer zur Stadt Erfurt gehörte
- Ortsteilverfassung: Gibt an, ob der Ortsteil eine eigene Ortsteilverfassung nach § 45 Abs. 1 ThürKO[3] besitzt
- Wohngebäude: Anzahl der Wohngebäude im jeweiligen Ortsteil mit Stand vom 31. Dezember 2011[7]
- darin Wohnungen: Anzahl der Wohnungen in den Wohngebäuden im jeweiligen Ortsteil mit Stand vom 31. Dezember 2011[7]
- Leerstand: Prozentuale Angabe der Leerstandsquote der Wohnungen der jeweiligen Ortsteile mit Stand vom 31. Dezember 2011[7]

### Tabelle
| Ortsteil           | Lage im Stadtgebiet | Einwohner (31.12.2012) | Fläche (km²) | Bevölkerungs- dichte (Einw. / km²) | Siedlungs- struktur | Einge- meindung | Ortsteil- verfassung | Wohngebäude (31.12.2011) | darin Wohnungen (31.12.2011) | Leerstand (in %) (31.12.2011) |
| ------------------ | ------------------- | ---------------------- | ------------ | ---------------------------------- | ------------------- | --------------- | -------------------- | ------------------------ | ---------------------------- | ----------------------------- |
| Alach              | Alach               | 1.000                  | 10,1         | 99                                 | dörflich            | 1994            | Ja                   | 270                      | 361                          | 2,2                           |
| Altstadt           | Altstadt            | 17.980                 | 2,44         | 7.369                              | städtisch           |                 | Nein                 | 1.783                    | 10.433                       | 7,6                           |
| Andreasvorstadt    | Andreasvorstadt     | 16.020                 | 2,85         | 5.621                              | städtisch           |                 | Nein                 | 1.410                    | 9.366                        | 9,9                           |
| Azmannsdorf        | Azmannsdorf         | 339                    | 4,25         | 80                                 | dörflich            | 1994            | Ja                   | 120                      | 133                          | 8,3                           |
| Berliner Platz     | Berliner Platz      | 5.844                  | 0,48         | 12.175                             | Plattenbau          |                 | Ja                   | 161                      | 3.771                        | 4,3                           |
| Bindersleben       | Bindersleben        | 1.317                  | 8,06         | 163                                | dörflich            | 1950            | Ja                   | 419                      | 559                          | 6,6                           |
| Bischleben-Stedten | Bischleben-Stedten  | 1.643                  | 6,61         | 249                                | dörflich            | 1950            | Ja                   | 463                      | 591                          | 9,5                           |
| Brühlervorstadt    | Brühlervorstadt     | 12.870                 | 7,08         | 1.818                              | städtisch           |                 | Nein                 | 2.052                    | 6.019                        | 6,0                           |
| Büßleben           | Büßleben            | 1.320                  | 6,85         | 193                                | dörflich            | 1994            | Ja                   | 414                      | 468                          | 1,7                           |
| Daberstedt         | Daberstedt          | 13.488                 | 3,5          | 3.854                              | städtisch           |                 | Nein                 | 1.641                    | 7.414                        | 7,3                           |
| Dittelstedt        | Dittelstedt         | 793                    | 1,94         | 409                                | dörflich            | 1950            | Ja                   | 192                      | 306                          | 6,9                           |
| Egstedt            | Egstedt             | 496                    | 12,57        | 39                                 | dörflich            | 1994            | Ja                   | 153                      | 177                          | 7,3                           |
| Ermstedt           | Ermstedt            | 449                    | 5,87         | 76                                 | dörflich            | 1994            | Ja                   | 151                      | 162                          | 7,4                           |
| Frienstedt         | Frienstedt          | 1.343                  | 7,19         | 187                                | dörflich            | 1994            | Ja                   | 307                      | 592                          | 3,5                           |
| Gispersleben       | Gispersleben        | 4.107                  | 10,14        | 405                                | dörflich            | 1950            | Ja                   | 1.067                    | 1.696                        | 7,0                           |
| Gottstedt          | Gottstedt           | 215                    | 2,1          | 102                                | dörflich            | 1994            | Ja                   | 63                       | 86                           | 5,8                           |
| Herrenberg         | Herrenberg          | 7.937                  | 1,69         | 4.696                              | Plattenbau          |                 | Ja                   | 375                      | 4.832                        | 2,1                           |
| Hochheim           | Hochheim            | 2.665                  | 2,84         | 938                                | dörflich            | 1938            | Ja                   | 762                      | 1.084                        | 8,8                           |
| Hochstedt          | Hochstedt           | 271                    | 2,97         | 91                                 | dörflich            | 1994            | Ja                   | 100                      | 111                          | 9,0                           |
| Hohenwinden        | Hohenwinden         | 1.902                  | 8,17         | 233                                | städtisch           |                 | Nein                 | 630                      | 833                          | 4,8                           |
| Ilversgehofen      | Ilversgehofen       | 11.202                 | 2,74         | 4.088                              | städtisch           | 1911            | Nein                 | 1.356                    | 6.997                        | 15,1                          |
| Johannesplatz      | Johannesplatz       | 5.172                  | 0,43         | 12.028                             | Plattenbau          |                 | Ja                   | 202                      | 3.466                        | 1,3                           |
| Johannesvorstadt   | Johannesvorstadt    | 6.123                  | 3,30         | 1.855                              | städtisch           |                 | Nein                 | 538                      | 4.112                        | 8,1                           |
| Kerspleben         | Kerspleben          | 1.748                  | 10,43        | 168                                | dörflich            | 1994            | Ja                   | 535                      | 624                          | 3,2                           |
| Krämpfervorstadt   | Krämpfervorstadt    | 15.601                 | 4,96         | 3.145                              | städtisch           |                 | Nein                 | 1.783                    | 8.028                        | 7,3                           |
| Kühnhausen         | Kühnhausen          | 1.165                  | 3,14         | 371                                | dörflich            | 1994            | Ja                   | 233                      | 555                          | 4,5                           |
| Linderbach         | Linderbach          | 833                    | 3,12         | 267                                | dörflich            | 1994            | Ja                   | 272                      | 313                          | 4,8                           |
| Löbervorstadt      | Löbervorstadt       | 11.991                 | 10,24        | 1.171                              | städtisch           |                 | Nein                 | 1.464                    | 5.752                        | 7,4                           |
| Marbach            | Marbach             | 3.821                  | 5,14         | 743                                | dörflich            | 1950            | Ja                   | 1.198                    | 1.396                        | 2,0                           |
| Melchendorf        | Melchendorf         | 10.234                 | 5,63         | 1.818                              | Plattenbau          | 1938            | Ja                   | 1.021                    | 5.731                        | 4,0                           |
| Mittelhausen       | Mittelhausen        | 1.084                  | 10,47        | 104                                | dörflich            | 1994            | Ja                   | 397                      | 404                          | 6,2                           |
| Möbisburg-Rhoda    | Möbisburg-Rhoda     | 1.098                  | 8,03         | 137                                | dörflich            | 1950            | Ja                   | 341                      | 404                          | 6,4                           |
| Molsdorf           | Molsdorf            | 557                    | 7,17         | 78                                 | dörflich            | 1994            | Ja                   | 175                      | 193                          | 4,7                           |
| Moskauer Platz     | Moskauer Platz      | 7.638                  | 0,88         | 8.680                              | Plattenbau          |                 | Ja                   | 309                      | 4.958                        | 2,8                           |
| Niedernissa        | Niedernissa         | 1.578                  | 3,79         | 416                                | dörflich            | 1994            | Ja                   | 341                      | 732                          | 4,0                           |
| Rieth              | Rieth               | 5.650                  | 0,72         | 7.847                              | Plattenbau          |                 | Ja                   | 171                      | 3.304                        | 5,3                           |
| Rohda (Haarberg)   | Rohda               | 279                    | 3,60         | 78                                 | dörflich            | 1994            | Ja                   | 84                       | 93                           | 6,5                           |
| Roter Berg         | Roter Berg          | 5.691                  | 0,77         | 7.391                              | Plattenbau          |                 | Ja                   | 219                      | 3.353                        | 7,2                           |
| Salomonsborn       | Salomonsborn        | 1.081                  | 4,68         | 231                                | dörflich            | 1994            | Ja                   | 351                      | 424                          | 1,4                           |
| Schaderode         | Schaderode          | 294                    | 1,42         | 207                                | dörflich            | 1994            | Ja                   | 107                      | 109                          | 0,9                           |
| Schmira            | Schmira             | 947                    | 7,27         | 130                                | dörflich            | 1950            | Ja                   | 314                      | 346                          | 8,4                           |
| Schwerborn         | Schwerborn          | 605                    | 6,91         | 88                                 | dörflich            | 1994            | Ja                   | 217                      | 221                          | 5,0                           |
| Stotternheim       | Stotternheim        | 3.506                  | 15,75        | 223                                | dörflich            | 1994            | Ja                   | 1.014                    | 1.355                        | 7,4                           |
| Sulzer Siedlung    | Sulzer Siedlung     | 1.040                  | 0,96         | 1.083                              | dörflich            |                 | Ja                   | 405                      | 420                          | 5,0                           |
| Tiefthal           | Tiefthal            | 1.086                  | 5,23         | 208                                | dörflich            | 1994            | Ja                   | 359                      | 380                          | 4,7                           |
| Töttelstädt        | Töttelstädt         | 632                    | 10,79        | 59                                 | dörflich            | 1994            | Ja                   | 197                      | 229                          | 6,1                           |
| Töttleben          | Töttleben           | 324                    | 3,34         | 97                                 | dörflich            | 1994            | Ja                   | 100                      | 123                          | 5,7                           |
| Urbich             | Urbich              | 1.106                  | 2,85         | 388                                | dörflich            | 1994            | Ja                   | 281                      | 458                          | 1,3                           |
| Vieselbach         | Vieselbach          | 2.194                  | 7,72         | 284                                | dörflich            | 1994            | Ja                   | 589                      | 920                          | 11,6                          |
| Wallichen          | Wallichen           | 168                    | 2,37         | 71                                 | dörflich            | 1994            | Ja                   | 65                       | 65                           | 7,7                           |
| Waltersleben       | Waltersleben        | 433                    | 4,84         | 89                                 | dörflich            | 1994            | Ja                   | 129                      | 159                          | 1,9                           |
| Wiesenhügel        | Wiesenhügel         | 5.112                  | 0,45         | 11.360                             | Plattenbau          |                 | Ja                   | 239                      | 2.997                        | 3,0                           |
| Windischholzhausen | Windischholzhausen  | 1.687                  | 2,26         | 746                                | dörflich            | 1994            | Ja                   | 506                      | 642                          | 2,6                           |